# Scharnhorst-Realschule
Die Scharnhorst-Realschule später auch Scharnhorstschule genannt, war eine Haupt- und Realschule in Wunstorf. Ursprünglicher Standort der 1904 gegründeten und 2015 aufgelösten Schule war die Oswald-Boelcke-Straße, zuletzt die Straße Nordbruch 23 am Standort der späteren Evangelischen IGS Wunstorf.

## Geschichte
Die noch zur Zeit des Deutschen Kaiserreichs im Jahr 1904 gegründete Scharnhorst-Realschule war die Bildungseinrichtung mit der längsten Tradition in Wunstorf.
Nachdem 1976 die Orientierungsstufe Nord zunächst im Schulzentrum „An der Aue“ eingerichtet und 2004 – wie alle Orientierungsstufen in Niedersachsen – aufgelöst worden war, übernahm die Scharnhorst-Realschule im selben Jahr und fast genau ein Jahrhundert nach ihrer Gründung einen Teil der Schüler der Klassen 5 und 6, während die im Schulzentrum integrierte Hauptschule Erich Kästner-Schule den anderen Teil der Schüler übernahm.
Zum 1. August 2005 ging der langjährige Schulleiter der Realschule, Siegfried Kröning, in den Ruhestand und wurde durch den Konrektor Udo David kommissarisch ersetzt, während die Erich-Kästner-Schule weiterhin von ihrem bisherigen Schulleiter Ottfried Wruck geleitet wurde.
Im März 2006 übernahm Frank Kasburg die Leitung der Realschule, ab dem 1. August des Jahres auch die aus der Erich-Kästner-Hauptschule und der Scharnhorst-Realschule unter dem vorläufigen Arbeitsnamen Haupt- und Realschule „An der Aue“ zusammengefassten Bildungseinrichtung, die mit beiden Schulformen zum 1. Juni des Folgejahres in Scharnhorstschule umbenannt wurde.
Nachdem zum 1. August 2005 die Fünftklässler der Scharnhorstschule in die Integrierte Gesamtschule Wunstorf im selben Gebäude aufgenommen wurden, lief die Scharnhorstschule zum 31. Juli 2015 nach der Entlassung der letzten drei Klassen des 10. Jahrgangs aus und wurde geschlossen.

## Bekannte Schüler
- 1907 bis 1911: Ernst Jünger (1895–1998), Schriftsteller[1][5]
- 2006 bis 2011: Marius Göress (1994), Musiker,Streamer.